# Hieracium viburgense
Hieracium viburgense là một loài thực vật có hoa trong họ Cúc. Loài này được Norrl. mô tả khoa học đầu tiên.